# 菲基爾·恩江加西
菲基爾·恩江加西（Fikile Ntshangase，約1955年—2020年）是南非的一位環境保護主義者，她是姆弗魯茲環境正義組織（MCEJO）的領導人，該組織主要的活動為阻止Tendele礦業公司擴張赫卢赫卢韦–印姆弗鲁兹公园附近露天銅礦的礦場。
當地以農牧維生者多支持保護環境，但有些人因工作仰賴礦業而支持礦坑擴建，兩方人士對峙使局勢日益緊張，2020年4月，另一名反煤礦的人士Tholakele Mthethwa的住家即遭開槍恐嚇，附近居民也多次受到暴力威脅，屢傳拒絕遷出祖地者遭到槍擊的案件，同年10月22日晚間，恩江加西在誇祖魯-納塔爾省Somkhele的家中被四名槍手射殺，享年65歲，她的遇害可能與不久前拒絕在與礦業公司的合同上簽字有關，其律師受訪時表示恩江加西生前曾說「我絕對不會出賣我的族人，若有必要我會為他們而死。」